# Sudafrica ai Giochi della XV Olimpiade
Il Sudafrica partecipò ai Giochi della XV Olimpiade, svoltisi ad Helsinki, dal 19 luglio al 3 agosto 1952,  
con una delegazione di 64 atleti, di cui 4 donne, impegnati in 13 discipline,
aggiudicandosi 2 medaglie d'oro, 4 medaglie d'argento e 4 medaglie di bronzo.

## Medagliere

### Per discipline
| Sport            | Oro | Argento | Bronzo | Totale |
| ---------------- | --- | ------- | ------ | ------ |
| Atletica leggera | 1   | 1       | 0      | 2      |
| Nuoto            | 1   | 0       | 0      | 1      |
| Ciclismo         | 0   | 2       | 1      | 3      |
| Pugilato         | 0   | 1       | 3      | 4      |
| Totale           | 2   | 4       | 4      | 10     |

### Medaglie
| Medaglia | Atleta                                                  | Sport            | Evento                    |
| -------- | ------------------------------------------------------- | ---------------- | ------------------------- |
| Oro      | Esther Brand                                            | Atletica leggera | Salto in alto femminile   |
| Oro      | Joan Harrison                                           | Nuoto            | 100 metri dorso femminili |
| Argento  | Daphne Robb-Hasenjäger                                  | Atletica leggera | 100 metri piani femminili |
| Argento  | Raymond Robinson Thomas Shardelow                       | Ciclismo         | Tandem                    |
| Argento  | Thomas Shardelow Jimmy Swift Bobby Fowler George Estman | Ciclismo         | Inseguimento a squadre    |
| Argento  | Theunis van Schalkwyk                                   | Pugilato         | Pesi superwelter          |
| Bronzo   | Raymond Robinson                                        | Ciclismo         | Chilometro da fermo       |
| Bronzo   | Willie Toweel                                           | Pugilato         | Pesi mosca                |
| Bronzo   | Leonard Leisching                                       | Pugilato         | Pesi piuma                |
| Bronzo   | Andries Nieman                                          | Pugilato         | Pesi massimi              |

## Risultati

### Pallanuoto
| Atleta | Classifica                                                                                 |                      |
| --- | ------------------------------------------------------------------------------------------ | -------------------- |
| V · D · M Nazionale maschile sudafricana di pallanuoto · Giochi olimpici - Helsinki 1952 Aucamp • Meredith • Goddard • Melville • van Gent • Cohen • Yach • Pappas • Butler · CT : - | 14°                                                                                        |                      |
| Nazionale maschile sudafricana di pallanuoto · Giochi olimpici - Helsinki 1952 |                                                                                            |                      |
| Aucamp • Meredith • Goddard • Melville • van Gent • Cohen • Yach • Pappas • Butler · CT: -                                                                                           | Aucamp • Meredith • Goddard • Melville • van Gent • Cohen • Yach • Pappas • Butler · CT: - | Sudafrica (bandiera) |